# Adalia
Adalia (in turco Antalya, in greco Αττάλεια?, Attália o anche Sattalia) è una città della Turchia, capoluogo della provincia omonima, situata sul golfo di Adalia alle pendici dei monti del Tauro occidentale.

## Geografia
La popolazione della città è di oltre due milioni e mezzo di abitanti. Situata su una scogliera piuttosto ripida, Adalia è una città pittoresca circondata dalle montagne, dalle foreste, dal mar Mediterraneo e da molte rovine risalenti ai tempi degli antichi greci. Ospita un noto museo archeologico. Gli sviluppi nel settore di turismo, cominciati negli anni settanta, hanno trasformato la città in un centro molto visitato e noto, quindi è chiamata "capitale del turismo turco", oltre ad essere diventata un riferimento nell'automobilismo turco, dopo essersi aggiudicata un posto nel prestigioso Campionato del mondo rally, che ha portato alla ribalta mondiale la città.
Amministrativamente Adalia costituisce uno dei comuni metropolitani della Turchia formato dai centri urbani di 5 distretti: Aksu, Döşemealtı, Kepez, Konyaaltı, Muratpaşa.

## Storia
I primi insediamenti in questa zona risalgono al Paleolitico, ma secondo altre fonti la città fu abitata per la prima volta nel Neolitico. Questi insediamenti furono importanti durante la dominazione Ittita e crebbero molto anche durante la guerra di Troia. Dopo le dominazioni persiana e seleucide la zona divenne parte del regno di Pergamo, ed il re Attalo III fondò ufficialmente la città di Attalia. Nel 133 a.C. fu annessa dai Romani.
Durante la dominazione bizantina, si sa che Adalia conobbe un'età dorata fino al VII secolo, quando fu vittima di incursioni saracene. Dopo la battaglia di Manzicerta fu occupata dal Sultanato di Iconio, ma i Bizantini la rioccuparono sotto Manuele I Comneno. Dopo la quarta crociata, e più precisamente nel 1207, la città fu rioccupata dai Selgiuchidi, e poi passò sotto la dominazione ottomana.
Fra il 1900 e il 1925 la quasi totalità della popolazione greca che la abitava fu sterminata, oppure fuggì. Fu occupata dalle truppe italiane sul finire della Prima guerra mondiale (stando al Patto di Londra l'area sarebbe dovuta finire sotto l'influenza italiana). La città venne abbandonata nel contesto della nascita della Repubblica Turca e l'evacuazione delle truppe italiane fu confermata con l'Armistizio di Mudanya.

## Monumenti e luoghi d'interesse

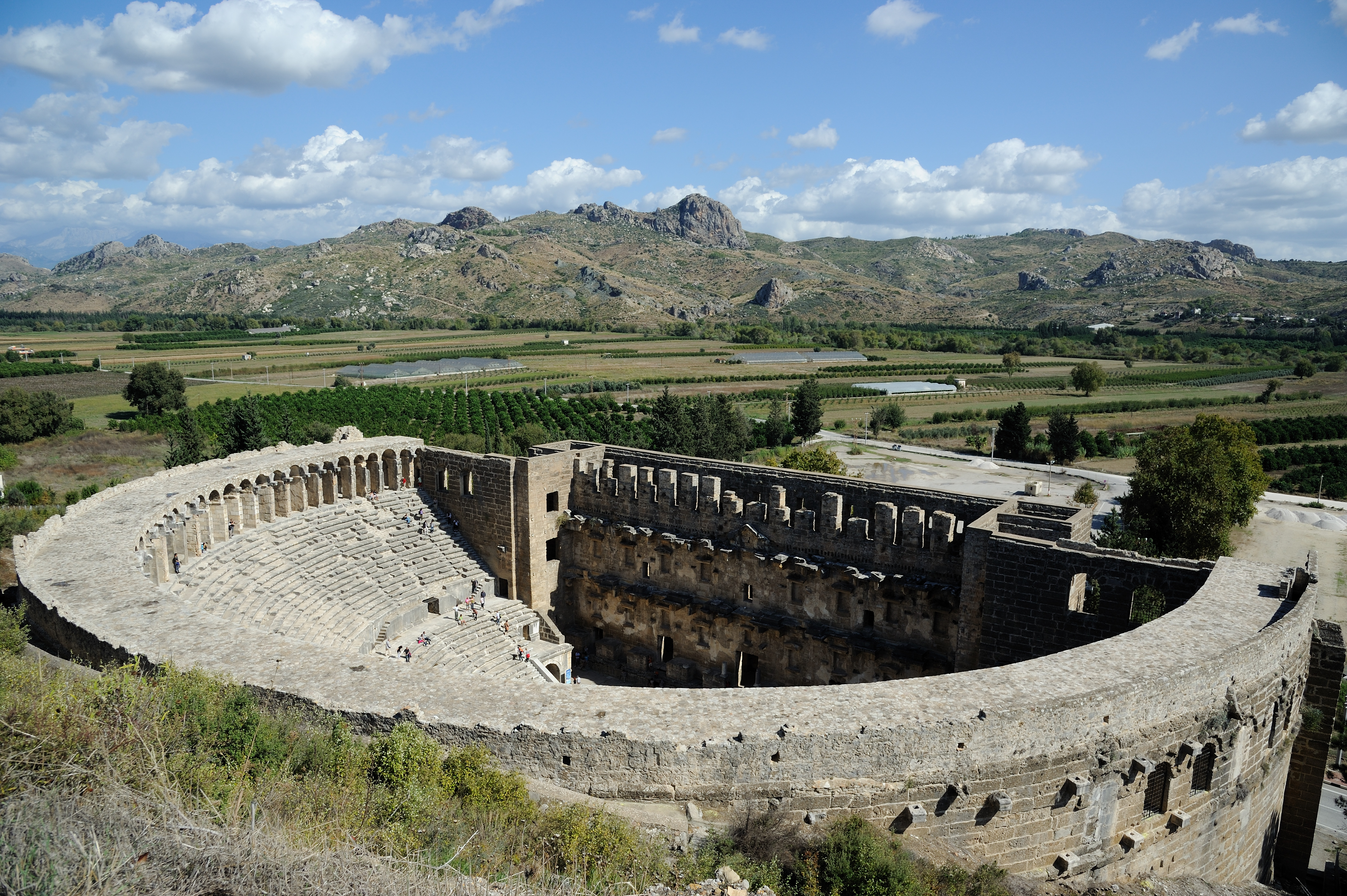
Aspendo

Il Museo archeologico di Adalia vanta una vasta collezione di sculture, mosaici di Seleucia, sarcofagi e monete. Offre una panoramica della storia della Panfilia, dal neolitico fino all'età del bronzo e al periodo greco e romano. Si possono ammirare statue di divinità, principalmente provenienti da Perge e dalla Galleria degli imperatori romani.
Da segnalare anche la Porta di Adriano e il Minareto Scanalato oltre alle tortuose strade acciottolate della città vecchia costruita seguendo l'interpretazione locale dell'architettura ottomana.
Nei dintorni della città si trovano le cascate del Düden.

## Infrastrutture e trasporti

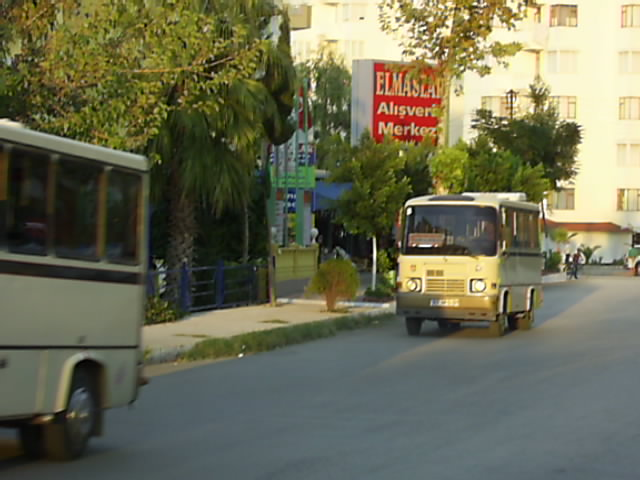
Dolmuş ad Adalia.

L'aeroporto di Adalia (codice IATA: AYT) si trova a 14 km dalla città; vi sono due terminal passeggeri: Terminal 1 include il settore internazionale, il settore VIP, il settore nazionale, Terminal 2 serve solo i voli internazionali. Lo scalo dispone di tre piste attive ed è collegato con i voli di linea e charter delle compagnie aeree nazionali e straniere con numerose destinazioni in tutto il mondo. Nel 2008 lo scalo turco ha visto transitare il massimo numero di passeggeri della sua storia, circa 19 milioni di persone. Numerosi autonoleggi, servizi medici, la polizia di frontiera, la dogana, le poste e gli ambulatori medici si trovano nei terminal.

## Sport

### Calcio
La squadra principale della città è l'Antalyaspor Kulübü.